# Asociační Liga 1925
L'Asociační liga 1925 vide la vittoria finale dell'SK Slavia. Il campionato presentava dieci squadre delle regioni Boemia e Moravia che si sfidavano in una sola occasione per un totale di 9 incontri.
Capocannoniere del torneo fu Jan Vaník dell'SK Slavia con 13 reti.

## Classifica finale
|    | Classifica        | G | V | N | P | GF | GS | DR  | Pti |
| -- | ----------------- | - | - | - | - | -- | -- | --- | --- |
| 1  | Slavia Praga      | 9 | 7 | 1 | 1 | 38 | 10 | +28 | 15  |
| 2  | Sparta            | 9 | 7 | 1 | 1 | 28 | 8  | +20 | 15  |
| 3  | Viktoria Žižkov   | 9 | 4 | 3 | 2 | 21 | 16 | +5  | 11  |
| 4  | DFC Prag*         | 9 | 4 | 2 | 3 | 20 | 12 | +8  | 10  |
| 5  | ČAFC Vinohrady    | 9 | 4 | 1 | 4 | 7  | 17 | -10 | 9   |
| 6  | Čechie Karlín     | 9 | 2 | 4 | 3 | 13 | 19 | -6  | 8   |
| 7  | Libeň             | 9 | 3 | 1 | 5 | 20 | 32 | -12 | 7   |
| 8  | Vršovice          | 9 | 3 | 0 | 6 | 19 | 28 | -8  | 6   |
| 9  | Nuselský          | 9 | 2 | 1 | 6 | 16 | 30 | -14 | 5   |
| 10 | Meteor Praga VIII | 9 | 1 | 2 | 6 | 14 | 24 | -10 | 4   |

*DFC Prag ritirato dal campionato.

## Classifica marcatori
|  | Gol | Marcatore    | Squadra        |
|  | --- | ------------ | -------------- |
|  | 13  | Jan Vaník    | Slavia Praga   |
|  | 8   | Rudolf Sloup | Slavia Praga   |
|  | 8   | Josef Silný  | Slavia Praga   |
|  | 8   | Poláček      | Sparta         |
|  | 7   | Jan Jansa    | Nuselský       |
|  | 6   | Josef Šíma   | Sparta         |
|  | 6   | Adolf Patek  | DFC Prag       |
|  | 6   | Heřman       | Libeň          |
|  | 6   | Karel Bejbl  | Bohemians 1905 |

## Risultati
SK Slavia
Rosa: Sloup, Plodr, Pleticha, Hliňák, Seifert, Protiva, Kratochvíl, Silný, Šoltys, Vaník, Štapl, Kummermann, Nytl, J.Čapek, Dobiáš, All. Štaplík
SK Slavia-AC Sparta 0-2

SK Slavia-Viktoria Žižkov 2-1

SK Slavia-DFC Prag 4-2

SK Slavia-ČAFC Vinohrady 3-0

SK Slavia-Čechie Karlín 2-2

SK Slavia-SK Libeň 9-3

SK Slavia-AFK Vršovice 5-0

SK Slavia-Nuselský SK 8-0

SK Slavia-Meteor VIII 5-0
AC Sparta
Rosa: Perner, Kolenatý, Káďa, A.Hojer, Steiner, Červený, Rektorys, Hajný, Poláček, Šíma, Schaffer, Sedláček, Dvořáček, Horejs, Staněk, All. Špindler
AC Sparta-SK Slavia 2-0

AC Sparta-Viktoria Žižkov 0-1

AC Sparta-DFC Prag 1-0

AC Sparta-ČAFC Vinohrady 1-0

AC Sparta-Čechie Karlín 4-1

AC Sparta-SK Libeň 7-2

AC Sparta-AFK Vršovice 3-2

AC Sparta-Nuselský SK 8-0

AC Sparta-Meteor VIII 2-2
Viktoria Žižkov
Rosa: Ženíšek, Carvan, Suchý, Slezák, Stehlík, König, Mikše, Mareš, Křišťál, Jelínek, F.Hojer, Novák, Matuš, Meduna, Severin, Havlík, All. Benda
Viktoria Žižkov-SK Slavia 1-2

Viktoria Žižkov-AC Sparta 1-0

Viktoria Žižkov-DFC Prag 1-1

Viktoria Žižkov-ČAFC Vinohrady 0-1

Viktoria Žižkov-Čechie Karlín 2-2

Viktoria Žižkov-SK Libeň 4-4

Viktoria Žižkov-AFK Vršovice 3-4

Viktoria Žižkov-Nuselský SK 3-1

Viktoria Žižkov-Meteor VIII 3-1
DFC Prag
Rosa: Kuchynka, Jimmy, Mahrer, Schillinger, Feller, Krombholz, Weigelhofer, Pater, Less, Bobor, Sedlatschek, Steffel, Kannhäuser, Haidegger, Raudnitz, Tiptík, Příhoda, All. Korenyi, Taussig
DFC Prag-SK Slavia 2-4

DFC Prag-AC Sparta 0-1

DFC Prag-Viktoria Žižkov 1-1

DFC Prag-ČAFC Vinohrady 0-1

DFC Prag-Čechie Karlín 2-2

DFC Prag-SK Libeň 4-1

DFC Prag-AFK Vršovice 4-1

DFC Prag-Nuselský SK 4-0

DFC Prag-Meteor VIII 3-1
ČAFC Vinohrady
Rosa: Čipera, J.Kašpar, M.Kašpar, Růžička, Barták, Nosek, Hubka, Pilát, Pechar, Švejnoha, Klíma, Bára, Čermák, Tipl, Tichý, Karas, Kubáček, All. Král
ČAFC Vinohrady-SK Slavia 0-3

ČAFC Vinohrady-AC Sparta 0-1

ČAFC Vinohrady-Viktoria Žižkov 1-0

ČAFC Vinohrady-DFC Prag 1-0

ČAFC Vinohrady-Čechie Karlín 0-0

ČAFC Vinohrady-SK Libeň 1-0

ČAFC Vinohrady-AFK Vršovice 2-1

ČAFC Vinohrady-Nuselský SK 0-8

ČAFC Vinohrady-Meteor VIII 2-1
Čechie Karlín
Rosa: E.Paulín, J.Paulín, Karas, Schiessl, Ptáček, Štverák, Vlček, Kučera, Potoček, Cikán, Šulc, Severin, Bílek, Tomek, Horský, Krejčí, All. Homola
Čechie Karlín-SK Slavia 2-2

Čechie Karlín-AC Sparta 1-4

Čechie Karlín-Viktoria Žižkov 2-2

Čechie Karlín-DFC Prag 2-2

Čechie Karlín-ČAFC Vinohrady 0-0

Čechie Karlín-SK Libeň 0:1

Čechie Karlín-AFK Vršovice 3-2

Čechie Karlín-Nuselský SK 2-1

Čechie Karlín-Meteor VIII 1-5
SK Libeň
Rosa: Fára, Kovařík, Maloun, Hájek, Staněk, Kačírek, Heřman, Křížek, Žonek, Nehasil, Turek, All.
Pelcner, Linhart
SK Libeň-SK Slavia 3-9

SK Libeň-AC Sparta 2-7

SK Libeň-Viktoria Žižkov 4-4

SK Libeň-DFC Prag 1-4

SK Libeň-ČAFC Vinohrady 0-1

SK Libeň-Čechie Karlín 1-0

SK Libeň-AFK Vršovice 4-3

SK Libeň-Nuselský SK 1-3

SK Libeň-Meteor VIII 4-1
AFK Vršovice
Rosa: Krejčí, Knížek, Halinger, Wimmer, Havrda, Mašata, Bejbl, Bureš, Hoffman, Havlín, Tomeš, Tichay, Vlček, Princ, Průšek, All. Bělík, Šincl, Kratochvíl
AFK Vršovice-SK Slavia 0-5

AFK Vršovice-AC Sparta 2-3

AFK Vršovice-Viktoria Žižkov 4-3

AFK Vršovice-DFC Prag 1-4

AFK Vršovice-ČAFC Vinohrady 1-2

AFK Vršovice-Čechie Karlín 2-3

AFK Vršovice-SK Libeň 3-4

AFK Vršovice-Nuselský SK 3-2

AFK Vršovice-Meteor VIII 3-2
Nuselský SK
Rosa: Kocourek, Slíva, Škvor, Kudrna, Jansa, Švarc, Lébr, Sůza, Ruml, Šamonil, Srba, Baštýř, Březina, Wolf, Stejskal, All. Hocke
Nuselský SK-SK Slavia 0-8

Nuselský SK-AC Sparta 0-8

Nuselský SK-Viktoria Žižkov 1-3

Nuselský SK-DFC Prag 0-4

Nuselský SK-ČAFC Vinohrady 8-0

Nuselský SK-Čechie Karlín 1-2

Nuselský SK-SK Libeň 3-1

Nuselský SK-AFK Vršovice 2-3

Nuselský SK-Meteor VIII 1-1
Meteor VIII
Rosa: Tengler, Bartůněk, Škoda, Tošner, Ryšavý, Číp, Máca, Pavlín, Čepelák, Hasman, Němeček, Král, Janovský, Zeman, Morávek, All. Tranta, Bílý.
Meteor VIII-SK Slavia 0-5

Meteor VIII-AC Sparta 2-2

Meteor VIII-Viktoria Žižkov 1-3

Meteor VIII-DFC Prag 1-3

Meteor VIII-ČAFC Vinohrady 1-2

Meteor VIII-Čechie Karlín 5-1

Meteor VIII-SK Libeň 1-4

Meteor VIII-AFK Vršovice 2-3

Meteor VIII-Nuselský SK 1-1